# Аделейд (полуостров)
Аделейд (англ. Adelaide Peninsula), также Аделаида — крупный полуостров на северо-западе Канады.

## География
Полуостров Аделейд находится на севере материковой части территории Нунавут. К западу от полуострова лежит залив Куин-Мод. На севере пролив Симпсон шириной 3,5 км отделяет его от крупного острова Кинг-Вильям. На востоке омывается водами залива Чантри. На юге воды залива Шерман (Sherman Basin), глубоко вдающегося в сушу, омывают полуостров с четвёртой стороны. Полуостров связан с материком лишь перешейком на юго-востоке. По территории полуострова разбросано огромное число безымянных озёр, а прибрежные воды усыпаны мелкими островами (особенно на севере и востоке).
В 1848 году на полуострове погибли последние остававшиеся в живых члены британской арктической экспедиции Джона Франклина.